# Herb powiatu opatowskiego
Herb powiatu opatowskiego – jeden z symboli powiatu opatowskiego, ustanowiony 15 marca 2000. 

## Wygląd i symbolika
Herb przedstawia na tarczy dzielonej w odwróconą literę „T”. w pierwszym polu błękitnym srebrną bramę zwieńczoną trzema szpiczastymi, czerwonymi dachami ze srebrnymi kulami na szczytach; w polu drugim na czerwonym tle krzyżtopór srebrny, zwrócony w prawo, a w polu dolnym po trzy pasy czerwone i srebrne ułożone naprzemiennie, zaczynając od góry od srebrnego, a na nich trzy kłosy pszenicy złote. Pole pierwsze to herb Opatowa, stolicy powiatu. Symbol w polu drugim nawiązuje do zamku Krzyżtopór. Pasy w polu trzecim pochodzą z herbu ziemi sandomierskiej, natomiast kłosy zboża symbolizują tradycje rolnicze powiatu.